# Masahito Suzuki
Masahito Suzuki (født 28. april 1977) er en tidligere japansk fodboldspiller.
Han har spillet for flere forskellige klubber i sin karriere, herunder Shonan Bellmare og Cerezo Osaka.